# 博托
博托，是西班牙坎塔布里亚的一个市镇。总面积78平方公里，总人口2260人（2001年），人口密度29人/平方公里。